# Tecuja Asano
Tecuja Asano (* 23. únor 1967) je bývalý japonský fotbalista.

## Klubová kariéra
Hrával za Toyota Shukyudan, Nagoya Grampus Eight, Urawa Reds, FC Tokyo a Kawasaki Frontale.

## Reprezentační kariéra
Tecuja Asano odehrál za japonský národní tým v letech 1991–1994 celkem 8 reprezentačních utkání.

## Statistiky
| Japonsko | Japonsko | Japonsko |
| Roky     | Záp.     | Góly     |
| -------- | -------- | -------- |
| 1991     | 2        | 0        |
| 1992     | 3        | 0        |
| 1993     | 0        | 0        |
| 1994     | 3        | 1        |
| Celkem   | 8        | 1        |